# 程希賢
程希贤（1892年—1948年）字偉儒，直隶省河間府景州（今河北省景县）人，中华民国军事将领，馮玉祥手下「十三太保」之一。

## 生平
程希贤早年入馮玉祥的兵营，不断升职。1927年（民国16年）5月，馮玉祥率国民革命軍第二集团軍出击潼关之際，程希賢任鹿鍾麟第18軍的第66師師長。北伐结束後的1928年秋，伴随着裁军，程希賢改任第26師師長，不久被馮玉祥罢免。
1929年（民国18年）3月，程希賢出任第29師師長。同年，改任山東省政府高等顧問。1931年（民国20年），任北平軍事整理委員会委員。1936年（民国25年），任天津市保安总隊長兼冀察政務委員会委員（兼外交委員）。1937年，抗日战争爆发后，在石友三率领的第181師任副师長。
後来，汪精卫政权（南京国民政府）成立，程希賢历任開封綏靖委員会機要組組長、軍事参議院中将参議。1945年（民国34年）2月，任江蘇省第8区行政督察专員兼江蘇第1区清乡督察专員。
汪精卫政权倒台後，程希贤被抓捕并于1948年被枪毙。